# Den tyske antarktisekspedition 1911–13
Den tyske antarktisekspedition 1911–13 var Det tyske riges anden officielle ekspedition til Antarktis. Den blev gennemført mellem 1911 og 1913 under ledelse af Wilhelm Filchner og havde som målsætning at gennemføre den første krydsing af det antarktiske kontinent.
Efter en træningsekspedition til Svalbard sejlede Filchner og hans mandskab sydover med ekspeditionsskibet "Deutschland" den 4. maj 1911. Den 18. oktober ankom skibet til Sydgeorgien, hvor de opholdt sig blandt norske hvalfangere i Grytviken frem til 11. december. Ekspeditionen sejlede derefter videre sydover og ind i Weddellhavet, hvor man opdagede Luitpoldkysten, Vahselbugten og Filchner-Ronne isbræ.
Efter et mislykket forsøg på at etablere en base i Vahselbugten forsøgte "Deutschland" at sejle nordover. Hun blev imidlertid snart fastskruet i isen, og først efter næsten syv måneder, i oktober 1912, kom skibet fri uden større skader og kunne sejle hjem til Tyskland via Sydgeorgien.
Dette var den første ekspedition til Weddellhavet efter, at James Weddell havde været der næsten 80 år tidligere.